# 張孝秀
張孝秀（481年—522年），字文逸，南陽郡宛縣人，南北朝南梁士人。
張孝秀祖上徙居尋陽，曾祖父張須無、祖父張僧監和父親張希都是別駕從事。他身高六尺多，樣子俊俏，任州治中從事史，遇上刺史陳伯之造反，張孝秀和州內的士大夫打算襲擊陳伯之，被發現後就逃到盆水附近，有商人將他們安置在袋裡，輾轉到東林寺。陳伯之抓獲張孝秀的母親郭氏，用蠟灌殺她，張孝秀差遣妻妾到匡山修行學道，服喪後，建安王蕭偉徵召任職別駕，之後辭官在東林寺居住，有數十頃田地，部曲數百人，都讓他們耕田供給山上民眾糧食。遠近的人都仰慕張孝秀，很多人前來。
張孝秀為人心胸開闊，不好奢華，經常冠穀皮巾，穿者蒲鞋，手執著櫚皮麈尾，食用寒食散，寒冬能在石上躺臥；他也多看不同書本，了解佛教典籍，擅長談論和隸書，各種技藝都懂得。普通三年（522年）他去世，虛歲四十二，其時室內有一股香氣，晉安王蕭綱得知後十分可惜，和劉慧斐寫下他守正清白的事蹟。

## 引用
1. 1 2  《梁書·卷五十一·列傳第四十五》：張孝秀字文逸，南陽宛人也。少仕州爲治中從事史。遭母憂，服闋，爲建安王別駕。頃之，遂去職歸山，居于東林寺。有田數十頃，部曲數百人，率以力田，盡供山衆，遠近歸慕，赴之如市。
2. 1 2  《南史·卷七十六·列傳第六十六》：張孝秀字文逸，南陽宛人也。徙居尋陽。曾祖須無，祖僧監，父希，並別駕從事。孝秀長六尺餘，白皙美鬚眉，仕州中從事史。遇刺史陳伯之叛，孝秀與州中士大夫謀襲之，事覺，逃于盆水側。有商人置諸褚中，輾轉入東林。伯之得其母郭，以蠟灌殺之。孝秀遣妻妾，入匡山修行學道。服闋，建安王召為別駕。因去職歸山，居於東林寺，有田數十頃，部曲數百人，率以力田，盡供山眾。遠近歸慕，赴之如市。
3. ↑  《梁書·卷五十一·列傳第四十五》：孝秀性通率，不好浮華，常冠穀皮巾，躡蒲履，手執幷櫚皮麈尾。服寒食散，盛冬能臥於石。博涉羣書，專精釋典。善談論，工隸書，凡諸藝能，莫不明習。普通三年，卒，時年四十二，室中皆聞有非常香氣。太宗聞，甚傷悼焉，與劉慧斐書，述其貞白云。
4. ↑  《南史·卷七十六·列傳第六十六》：孝秀性通率，不好浮華，常冠谷皮巾，躡蒲履，手執並閭皮麈尾，服寒食散，盛冬臥于石上。博涉群書，專精釋典。僧有虧戒律者，集眾佛前，作羯磨而笞之，多能改過。善談論，工隸書，凡諸藝能，莫不明習。普通三年卒，室中皆聞非常香。梁簡文甚傷悼焉，與劉慧斐書，述其貞白云。

## 延伸阅读
[在维基数据编辑]
 《梁書·卷51》，出自姚思廉《梁書》